# 渚にて (小説)

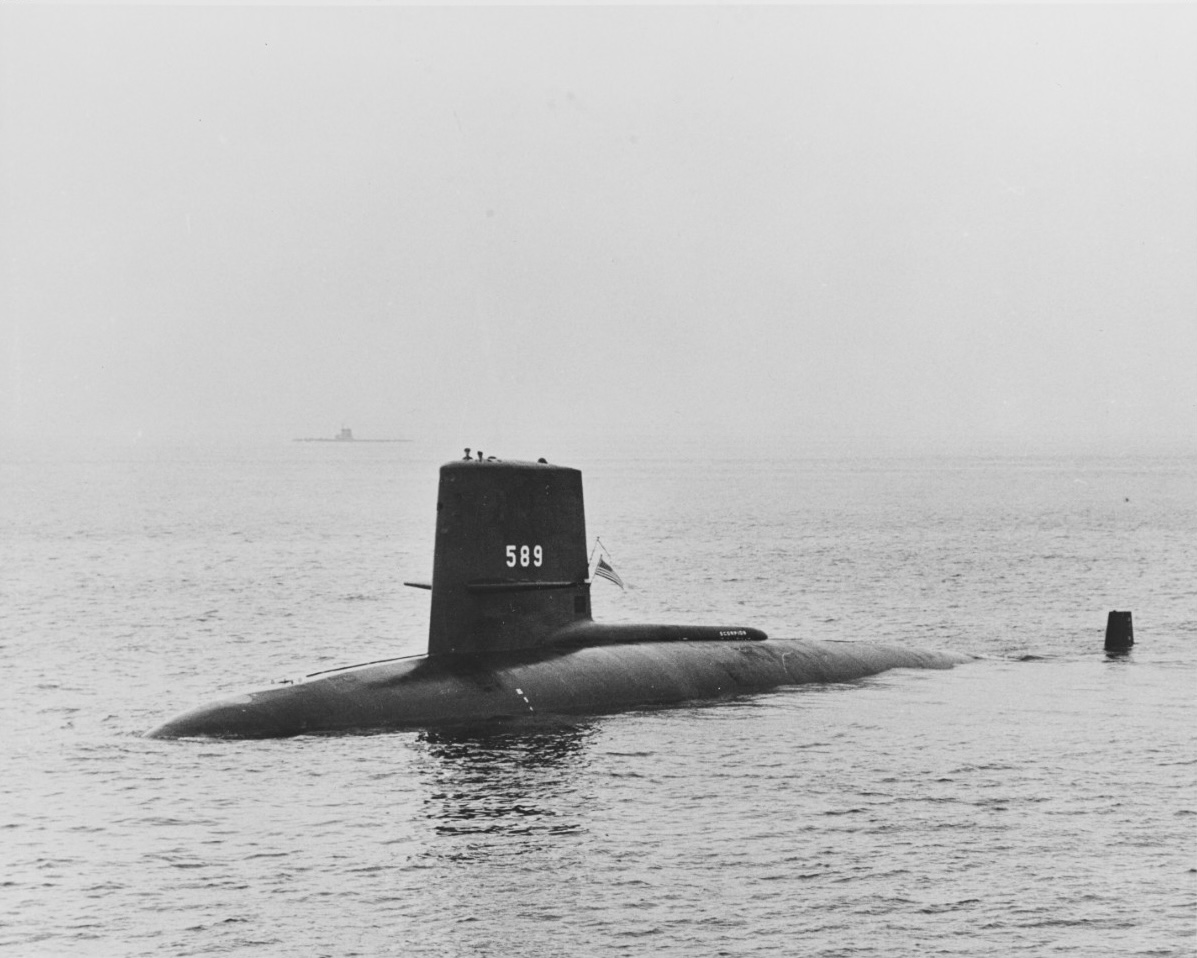
物語の舞台となる潜水艦スコーピオン

『渚にて』（なぎさにて、英: On the Beach）は、1957年にネヴィル・シュートによって書かれた小説である。
1959年にスタンリー・クレイマー監督、グレゴリー・ペック主演で映画化された。2000年にはテレビドラマ化された（邦題は『エンド・オブ・ザ・ワールド』）。

## あらすじ
時は1964年。第三次世界大戦が勃発し、核爆弾の一種であるコバルト爆弾の高放射線曝露で北半球の人々の大半は死滅した。深海で潜行中だったために生き残ったアメリカ海軍の原潜スコーピオン号は、放射線汚染が比較的軽微で南半球に位置するオーストラリアのメルボルンへ逃げ込む。そこでは戦争の被害を受けず多くの市民が日常を送っていたが、放射線汚染の脅威は徐々に忍び寄っていた。
やがて、アメリカのシアトル付近から、モールス信号のような不可解な電波が発信されていることが判明する。生存者がいるのではないかと、スコーピオン号艦長でアメリカ海軍中佐ドワイト・ライオネル・タワーズ、オーストラリア科学工業研究所研究員ジョン・S・オスボーン、オーストラリア海軍少佐ピーター・ホームズらはスコーピオン号に乗り込み、その発信源と推定されるワシントン州ピュージェット・サウンドサンタ・マリア島のアメリカ海軍通信学校へ向かう。サンダーストローム中尉が防護服を着用して調査するが生存者はおらず、実はロールカーテンに吊るされたコカ・コーラの空き瓶が、風の力で電鍵を自動的に打鍵する仕組みによって断続的に電波を発信していたことが確認され、スコーピオン号はむなしくメルボルンへ帰還する。
汚染の南下が確認され、南半球の人類の滅亡も避けられないことが判明すると、多くの市民は南へ逃げ延びることによる延命を選択せず、配布される薬剤を用いて自宅での安楽死を望み、覚悟して残りの人生を楽しむ。まもなく大気中の放射線量が上昇し、被曝した急性放射線症患者らが服薬し始め、徐々に街はさびれていく。ブリスベンのアメリカ海軍から前任者退任と兼任指令電報を受けてアメリカ海軍艦隊司令長官に昇進したタワーズは、オーストラリアで被曝するよりもアメリカ海軍軍人としての死を望み、賛同する乗組員と共にスコーピオン号をオーストラリアの領海外で自沈させることを選ぶのだった。

## 時代背景
映画では言及されていないが、小説はアルバニアによるナポリ爆撃をきっかけとするエジプト軍のソビエト連邦製長距離爆撃機Il626型によるワシントンとロンドンへの爆撃を戦争の発端としており、執筆当時のスエズ動乱が類推される。2000年のテレビドラマ版では、中華人民共和国による台湾封鎖を引き金に第三次世界大戦が勃発し、アメリカ合衆国からのメッセージはモールス信号ではなく文字化けした電子メールとされている。
核兵器がもたらした放射性物質で被曝する人々については、放射線障害の描写や被曝の誤った認識も散見される。
スコーピオン号は1957年1月31日に建造計画が発表され、1960年7月に就役した当時最新鋭の原潜だったが、1968年5月22日の事故で喪失している。

## 日本語訳
- 『渚にて』（木下秀夫訳、文藝春秋新社） 1958年6月
- 『渚にて 人類最後の日』（井上勇訳、創元SF文庫） 1965年9月
- 『渚にて』（山路勝之訳、篠崎書林） 1976年
- 『渚にて 人類最後の日』新訳版（佐藤龍雄訳、東京創元社） 2009年4月30日

## 映画
1959年にスタンリー・クレイマー監督、グレゴリー・ペック主演で映画化された。モノクロ作品。
第17回ゴールデングローブ賞作曲賞（映画部門、アーネスト・ゴールド）と第14回英国アカデミー賞監督賞（スタンリー・クレイマー）、日本でも第11回ブルーリボン賞外国作品賞を受賞した。
さまざまな点が原作から大幅に変更されたため、シュートには不評だった。
本作品の公開後、日本では週刊誌などで第三次世界大戦の特集が組まれ、それらを原案に『第三次世界大戦 四十一時間の恐怖』（1960年、東映）や『世界大戦争』（1961年、東宝）など、第三次世界大戦を題材とする作品が制作された。

### キャスト
| 役名                               | 俳優                   | 日本語吹替                                                                                | 日本語吹替                         |
| 役名                               | 俳優                   | NET版                                                                                     | 日本テレビ版                       |
| ---------------------------------- | ---------------------- | ----------------------------------------------------------------------------------------- | ---------------------------------- |
| ドワイト・ライオネル・タワーズ中佐 | グレゴリー・ペック     | 城達也                                                                                    | 城達也                             |
| モイラ・デヴィッドソン             | エヴァ・ガードナー     | 翠準子                                                                                    | 福田公子                           |
| ジュリアン・オズボーン博士         | フレッド・アステア     | 梶哲也                                                                                    | 玉川伊佐男                         |
| ピーター・ホームズ少佐             | アンソニー・パーキンス | 北原隆                                                                                    | 関根信昭                           |
| メアリー・ホームズ                 | ドナ・アンダーソン     | 山崎左度子                                                                                |                                    |
| ブラディ提督                       | ジョン・テイト         | 勝田久                                                                                    |                                    |
| ナレーション                       | N/A                    | 矢島正明                                                                                  |                                    |
| 不明 その他                        | N/A                    | 西乃砂恵 松村彦次郎 斎藤三勇 鈴木弘子 野田圭一 緑川稔 田中康郎 清川元夢 仲木隆司 北村弘一 |                                    |
| 日本語版スタッフ                   |                        |                                                                                           |                                    |
| 演出                               |                        |                                                                                           |                                    |
| 翻訳                               |                        |                                                                                           |                                    |
| 効果                               |                        |                                                                                           |                                    |
| 調整                               |                        |                                                                                           |                                    |
| 制作                               | 制作                   | 東北新社                                                                                  |                                    |
| 解説                               | 解説                   | 淀川長治                                                                                  | 水野晴郎                           |
| 初回放送                           | 初回放送               | 1968年3月31日 『日曜洋画劇場』※正味約96分                                                 | 1973年8月15日 『水曜ロードショー』 |

※2023年8月4日にデザインオフィスすぴか（発売協力：是空、販売：TCE）から発売されるBlu-rayにはNET版の吹替音声を収録。